# トニー・ディーン・スミス
トニー・ディーン・スミス（Tony Dean Smith、1977年9月12日 - ）は、映画・テレビの脚本家、監督、編集者。

## 来歴
南アフリカのヨハネスブルグ出身で、現在はブリティッシュコロンビア州バンクーバー在住。
バンクーバー・フィルム・スクールを卒業後、カナダ映画監督協会の「キックスタート（KickStart）2003」プログラムで5人の監督の1人に選ばれ、2004年の『Reflection』で最優秀短編映画レオ賞を受賞。
テレビシリーズ『Robson Arms』では数々のエピソードを監督、『Whistler Webisodes』では脚本・監督を務め、コメディ『Summerhood』（脚本・監督：Jacob Medjuck）では共同監督を務めた。
SF長編映画『タイムリーパー～未来の記憶～』では監督、共同脚本を務めた。
映画、テレビ、ミュージックビデオの映像編集者として、数々の映画祭に出品されて賞やノミネートを受けている。
映画『郵便探偵 ロストレターズ・ミステリー』シリーズでは、第3作から全作品の編集を担当。

## 映像作品
- The Other Side of Being （2000年）
- Reflection （2004年）
- Summerhood （2008年、助監督）
- The Killer Downstairs （2019年） （テレビドラマ）
- Love Under the Rainbow （2019年） （テレビドラマ）
- Volition （邦題：タイムリーパー～未来の記憶～、2019年）
- 図書館司書探偵オーロラミステリーズ: How to Con a Con（2021年）（テレビドラマ）
- マーシー （2023年）